# 2340 Hathor
A 2340 Hathor (ideiglenes jelöléssel 1976 UA) egy földközeli kisbolygó. Charles T. Kowal fedezte fel 1976. október 22-én. Hathor egyiptomi istennőről kapta a nevét.